# Saison 13 d'Une famille formidable
 (octobre 2016).
Si vous disposez d'ouvrages ou d'articles de référence ou si vous connaissez des sites web de qualité traitant du thème abordé ici, merci de compléter l'article en donnant les références utiles à sa vérifiabilité et en les liant à la section « Notes et références ».
Chronologie
Saison 12 d'Une famille formidable Saison 14 d'Une famille formidable
Cet article présente les épisodes de la treizième saison de la série télévisée française Une famille formidable.

## Synopsis
Reine tombe malade, atteinte d’un cancer, ses chances de survie sont minces… La famille va traverser cette épreuve avec dignité, compassion et un certain humour. D’autant que la vie ne s’arrête pas pour autant : Jacques se bat pour faire fructifier son affaire de food truck à Lisbonne, Marie et Claire divorcent, Julien retrouve son frère Bruno perdu de vue et les plus jeunes découvrent la colocation.

## Épisodes

### Épisode 1:L'Annonce
- France : 5 décembre 2016
- Belgique : 3 novembre 2016
- Suisse : 15 novembre 2016

Les Beaumont, installés dans la belle ville de Lisbonne depuis la saison précédente, coulent des jours heureux en famille. Jacques et Catherine travaillent pour la première fois de leur vie ensemble ! Ils s'occupent du food-truck créé par Jacques, qui sert de délicieux plats maison aux passants lisboètes. Mais, comme toujours chez les Beaumont, une tempête ne tarde pas à pointer à l'horizon... En effet, Jacques fait de l'ombre au restaurant situé en face de son food-truck. Le ton monte entre lui et le chef rival. Celui-ci se venge en annulant ses commandes de pain auprès de Jérémie et José, dont la boulangerie marche toujours aussi bien. Jacques refuse de se laisser faire par son adversaire, ce qui met ses deux fils dans une sale posture... En résumé, tout le monde s'en mêle et la famille est au bord de l'implosion ! Pour couronner le tout, Marie a décidé de quitter Claire : les deux femmes vont divorcer...mais Claire ne compte pas se laisser faire. Elle réussit à faire accuser Jérémie de viol mais la preuve va vite retomber et il va être libéré. 

### Épisode 2:La grande marche
- France : 12 décembre 2016
- Belgique : 10 novembre 2016
- Suisse : 22 novembre 2016

### Épisode 3:Les uns contre les autres
- France : 19 décembre 2016
- Belgique : 17 novembre 2016
- Suisse : 29 novembre 2016

Cette saison est également marquée par le retour de Bruno interprété par Karl E. Landler, le frère de Julien, avec qui il s'était fâché après que ce premier a entretenu dans la saison 4 une liaison avec Audrey. Il publie un livre que découvre José et petit à petit la famille. Mais la famille veut absolument que les deux frères se rabibochent. Pendant ce temps Raphaël, Christine et Samaï font un aller-retour a Paris, mais Reine demande à Catherine de l'aider à mourir. Dès la prise du médicament, elle mourra et sera enterrée dans la même tombe que son fils. À la fin de l'épisode, toute  la famille se retrouve pour danser. Finalement on apprend que le bébé de Fred est un petit garçon.

### Commentaire
Chaque épisode sera diffusé en 2 parties sur TF1 alors que les épisodes étaient diffusés en une seule fois sur la RTBF et la RTS.